# 타이라 뱅크스
타이라 린 뱅크스(Tyra Lynn Banks, 1973년 12월 4일 ~ )는 미국의 모델, 배우이다. 도전! 슈퍼모델과 타이라 뱅크스 쇼를 진행하고 있다. 뱅크스는 처음에 모델로 활동하면서 유명해졌는데, 《Sports Illustrated Swimsuit Issue》의 표지 모델로 두 번 섰고, 빅토리아 시크릿 오리지널 빅토리아 시크릿 엔젤스 중 한 명이었다. 이후 UPN/The CW 리얼리티 프로그램 《도전! 슈퍼모델》 제작자이자 진행자로, 《True Beauty》의 공동 제작자로, 자신의 이름을 걸고 시작한 토크 프로그램 《타이라 뱅크 쇼》 진행자로 활동하고 있다.
뱅크스는 영향력 있는 아프리카계 미국인 4위, 여성 등 《타임 100》의 가장 영향력 있는 인물 순위에 여러 차례 선정되었다.

## 출연 작품

### 영화
| 연도 | 제목                     | 역할                 | 비고                                  |
| ---- | ------------------------ | -------------------- | ------------------------------------- |
| 1995 | 《캠퍼스 정글》          | 데자                 |                                       |
| 1999 | 《Love Stinks》          | 홀리 가넷            |                                       |
| 2000 | 《Love & Basketball》    | 카이라 케슬러        |                                       |
| 2000 | 《Life-Size》            | 이브 돌              | The Wonderful World of Disney TV 영화 |
| 2000 | 《코요테 어글리》        | 조에                 |                                       |
| 2002 | 《할로윈 8 - 부활》      | 노라 윈스튼          |                                       |
| 2002 | 《Eight Crazy Nights》   | 빅토리아 시크릿 가운 | 목소리                                |
| 2007 | 《미스터 우드콕》        | 자신                 | 카메오                                |
| 2008 | 《트로픽 썬더》          | 자신                 | 카메오                                |
| 2009 | 《한나 몬타나: 더 무비》 | 자신                 | 카메오                                |
| 2015 | 《Life-Size 2》          | 이브 돌              | 디즈니 채널 오리지널 무비             |

### 텔레비전
| 연도      | 제목                            | 역할                                 | 비고                                            |
| --------- | ------------------------------- | ------------------------------------ | ----------------------------------------------- |
| 1993      | 《The Fresh Prince of Bel-Air》 | 잭키 아메스                          | TV 시리즈 (크레딧 "Tyra")                       |
| 1999      | 《펠리시티》                    | 제인 스콧                            | TV 시리즈                                       |
| 1999      | 《저스트 슛 미》                | 자신                                 | TV 시리즈                                       |
| 2000      | 《MADtv》                       | 카티샤 라티샤 패트리샤 패트리샤 존슨 | TV 시리즈                                       |
| 2001      | 《Soul Food》                   | 니나 조쉡                            |                                                 |
| 2003~현재 | 《도전! 슈퍼모델》              | 진행                                 | 리얼리티 TV 시리즈, 진행자, 심사위원            |
| 2004      | 《아메리칸 드림즈》             | 캐럴린 질                            | TV 시리즈, 에피소드: Chasing the Past           |
| 2004      | 《All of Us》                   | 로니                                 | TV 시리즈, 에피소드: O Brother, Where Art Thou? |
| 2005~10   | 《타이라 뱅크 쇼》              | 진행                                 | 토크쇼                                          |
| 2009      | 《가쉽걸》                      | 우르술라 나이키스트                  | TV 시리즈, 시즌3 에피소드: Dan de Fleurette     |
| 2011      | 《도전! 슈퍼모델 멕시코》       | 게스트 심사위원                      |                                                 |
| 2012      | 《도전! 슈퍼모델 베트남》       | 게스트 심사위원                      |                                                 |
| 2012      | 《우리는 댄스소녀》             | Mrs.Burke                            | 디즈니 채널 오리지널 시리즈                     |
| 2012      | 《Top Model po-russki》         | 게스트 심사위원                      |                                                 |
| 2013      | 《도전! 슈퍼모델 아시아》       | 게스트 심사위원                      |                                                 |
| 2013      | 《글리》                        | 비셰트                               | TV 시리즈, 에피소드: Movin' Out                 |